# حقوق الأجانب في فرنسا
في فرنسا، يمثل قانون الأجانب النص الأساسي الذي ينظم ليس فقط دخول الأجانب إلى الأراضي الفرنسية، ولكن أيضًا إقامتهم وخروجهم. 
ينبغي التمييز بين حق اللجوء، الذي يعتبر حقًا أساسيًا مضمون حسب اتفاقية جنيف، من القانون العام للأجانب (حيث يعتمد الأول على المكتب الفرنسي لحماية اللاجئين وعديمي الجنسية والمحكمة الوطنية لحق اللجوء، في حين يعتمد الثاني على القانون العادي). ومع ذلك، جمع المشرع الفرنسي هذين القانونين في نفس النص.

## الإطار القانوني
جل القواعد الرئيسية المنظمة لحقوق الأجانب تظهر في النص القانوني، بمرسوم 1945 بشأن شروط دخول وإقامة الأجانب في فرنسا؛ الذي تم تعديله عدة مرات. إلى جانبه، يحتوي قانون العمل أيضًا على عدد من الأحكام المتعلقة بعمل المهاجرين. هناك أيضًا مجموعة من النصوص القانونية الثانوية (المراسيم والأوامر) والنشرات التي تحتوي على تعليمات من الوزارات إلى السلطات المحلية. كما أبرمت فرنسا اتفاقيات ثنائية دولية.
على المستوى الأوروبي، تتطلب لائحة المجلس رقم 574/99 (اللائحة المؤرخة 12 مارس 1999) تأشيرة لعبور الحدود الخارجية للاتحاد: لذلك من الضروري الحصول على تأشيرة على الأقل من نوع«إقامة طويلة»، من أجل التقدم بطلب للحصول على تصريح إقامة في فرنسا، والتحصل على رخصة عمل.

## أنواع الإقامة
في فرنسا، يجوز للأجنبي أن يبقى في المنطقة التي تسمح بها له تأشيرته، إذا كان لديه تصريح إقامة أو وضع يقع تحت حق اللجوء.

### تصريح الإقامة
هناك العديد من بطاقات الإقامة (حسب مدة الإقامة المسموح بها):
- تصريح الإقامة المؤقتة، صالح لمدة سنة واحدة قابلة للتجديد، يجمع حالات مختلفة (الدراسات، العمل، الحياة الخاصة والعائلية...)؛
- البطاقة الزرقاء للاتحاد الأوروبي، صالحة لمدة ثلاث سنوات قابلة للتجديد؛
- تصريح إقامة «المهارات والمواهب»، صالحة لمدة ثلاث سنوات قابلة للتجديد؛
- بطاقة المقيم صالحة لمدة عشر سنوات قابلة للتجديد؛
- بطاقة الإقامة «المتقاعد»، لمدة عشر سنوات قابلة للتجديد.

### المستفيدون من حق اللجوء
يشير كتاب سيسيدا السابع والثامن بالإشارة إلى اتفاقية جنيف إلى أن الأجانب الذين «يعيشون في حالة خطر كبيرة بسبب الاضطهاد بسبب عرقهم أو دينهم أو جنسيتهم أو انتماءهم في مجموعة اجتماعية معينة أو آرائها السياسية، في الدولة التي تحمل جنسيتها والتي لا تستطيع، أو بسبب هذا الخوف، المطالبة بحماية هذا البلد» قد تستفيد من وضع خاص يتيح لها الوصول إلى حق اللجوء في فرنسا. توجد حالات مختلفة اعتمادًا على طبيعة الاضطهاد الذي عانى منه والسياق الذي حدثت فيه هذه الاضطهادات.

### قائمة قوانين اللجوء في فرنسا
- وضع لاجئ بموجب الاتفاقية، يمنح في المقام الأول من المكتب الفرنسي لحماية اللاجئين وعديمي الجنسية والمحكمة الوطنية لحق اللجوء، والذي يسمح بتصريح إقامة لمدة 10 سنوات قابلة للتجديد؛
- وضع اللاجئ بموجب اللجوء الدستوري، الممنوح في البداية من المكتب الفرنسي لحماية اللاجئين وعديمي الجنسية والمحكمة الوطنية لحق اللجوء، والذي يسمح أيضًا بتجديد الإقامة لمدة 10 سنوات قابلة للتجديد؛
- الحماية الفرعية (اللجوء الإقليمي سابقًا)، الممنوحة في بادئ الأمر من المكتب الفرنسي لحماية اللاجئين وعديمي الجنسية والمحكمة الوطنية لحق اللجوء، والتي تسمح بالحصول على تصريح إقامة لمدة عام واحد قابلة للتجديد شريطة أن تستمر الظروف التي تبرر إسنادها؛
- الحماية المؤقتة، الممنوحة من قبل محافظات الشرطة، والتي تسمح بالحصول على تصريح إقامة لمدة سنة واحدة قابلة للتجديد خلال مدة أقصاها ثلاث سنوات.